# União Sagrada
De União Sagrado (Portugees: Heilige of Gewijde Unie) was de Portugese regering die op 15 maart 1916, daags na Portugals intrede in de Eerste Wereldoorlog aantrad als regering van nationale eenheid.
In de regering waren namelijk alle drie de republikeinse partijen opgenomen (nl. de Democratische Partij, de Evolutionistische Republikeinse Partij en de Onafhankelijke Republikeinse Partij).
Op 25 april 1917 kwam de regering van de União Sagrado ten val.